# Diazepam
 Der er for få eller ingen kildehenvisninger i denne artikel, hvilket er et problem. Du kan hjælpe ved at angive troværdige kilder til de påstande, som fremføres i artiklen.

Diazepam, solgt under navne som Valium og Stesolid®, er et benzodiazepin med lang halveringstid. Det anvendes bl.a. til behandling af angst, søvnløshed, kramper, muskelspasmer, Ménières sygdom, samt alkohol-, benzodiazepin- og opioid-abstinens. Diazepam bruges i den danske ambulancetjeneste til behandling af epilepsi- og krampeanfald.

## Historie
Diazepam blev først markedsført i 1963 af Roche Pharmaceuticals som det første sikre alternativ til barbituraterne som sedativum og anxiolytikum. 

## Indikationer
- Angst
- Spasticitet
- Alkoholabstinenser
- Behandling af status epilepticus og andre kramper
- Behandling af amfetamin-og kokain-forgiftning
- Indledning af universel anæstesi